# Friedewald (Renania-Palatinato)
Friedewald è un comune di 1 090 abitanti della Renania-Palatinato, in Germania.
Appartiene al circondario (Landkreis) di Altenkirchen (Westerwald) (targa AK) ed è parte della comunità amministrativa (Verbandsgemeinde) di Daaden-Herdorf.
Qua nacque il nobile Giovanni Giorgio II di Sassonia-Eisenach.